# ジンバブエの首相
ジンバブエの首相（ジンバブエのしゅしょう）は、ジンバブエ共和国にかつて設置されていた役職で、政府の長。

## 概要
1980年のジンバブエ独立時には大統領のほかに首相職が設置され、ロバート・ムガベが就任。1987年にムガベがカナーン・バナナ大統領の後継に就任したと同時に首相職は廃止された。
2008年の大統領選挙は現職のムガベと野党・民主変革運動・ツァンギライ派(MDCT)のモーガン・ツァンギライ議長が決選投票に進んだが、野党は公正な選挙が保証されないとして選挙をボイコット。決選投票はそのまま行われムガベは再選を宣言、就任宣誓を行った。選挙結果を認めない野党との間で政治的混乱が発生し、南部アフリカ開発共同体が仲介に入り、2009年1月にムガベを大統領、ツァンギライを首相とする連立政権を樹立することで合意した。2月11日、ツァンギライが首相に就任し、首相職が1987年12月以来約21年ぶりに復活した。
しかしその後もムガベの強権姿勢は変わらず、同年10月にはツァンギライが連立の一時停止を宣言するなどしたが、連立政権はその後も継続した。2013年大統領選挙では再びムガベが勝利しツァンギライが落選、ツァンギライは選挙結果無効を求め憲法裁判所に提訴したが、9月に首相を退任し後任は置かれずポストは再び廃止された。

## 歴代首相一覧
| 代       | 肖像     | 氏名                   | 就任日         | 退任日         | 所属政党                            |
| -------- | -------- | ---------------------- | -------------- | -------------- | ----------------------------------- |
| 1        |          | ロバート・ムガベ       | 1980年4月18日  | 1987年12月31日 | ジンバブエ・アフリカ民族同盟(ZANU)  |
| （廃止） | （廃止） | （廃止）               | 1987年12月31日 | 2009年2月11日  |                                     |
| 2        |          | モーガン・ツァンギライ | 2009年2月11日  | 2013年9月11日  | 民主変革運動・ツァンギライ派(MDC-T) |
| （廃止） | （廃止） | （廃止）               | 2013年9月11日  | （現在）       |                                     |